# Cifră Regală

Cifra Majestății Sale Margareta, Custodele Coroanei române

Cifra Regelui Mihai I al României, varianta din a doua domnie (1940-1947)

Cifra Regelui Mihai I al României, varianta din prima domnie (1927-1930)

În heraldica modernă, Cifra Regală (uneori numită și monogramă regală) este un însemn, de forma unei monograme, al Suveranului (rege, regină sau principe, principesă) care domnește peste un anumit teritoriu. Însemnul constă, de regulă, din inițialele numelui și titlului monarhului, intersectate stilizat și timbrate (acoperite) cu o coroană. În cazul în care cifra aparține unui împărat sau unei împărătese, el poartă denumirea de Cifră Imperială.
În sistemul folosit, în mod obișnuit, de către diversele teritorii ce compun Commonwealth-ul britanic („Comunitatea Națiunilor” al căror Suveran este Regele Regatului Unit), titlul este abreviat prin litera R (de la „Rex” sau „Regina”, cuvintele latinești care înseamnă „rege”, respectiv „regină”). Înainte, pe vremea existenței Imperiului Britanic, litera I desemna cuvintele latinești „Imperator” sau „Imperatrix”, deoarece monarhul britanic deținea și titlul de Împărat (sau Împărăteasă) a Indiilor.
Monograma Regală apare (sculptată, pictată, imprimată sau sub formă de timbru sec) pe unele clădiri oficiale, pe documente de stat sau pe cele emise de Suveran, fiind folosită de departamentele guvernamentale sub formă de sigiliu.
În unele cazuri, un membru al unei Familii Regale poate deține atât o cifră individual, cât și unul comun cu soțul sau soția (în Familia Regală a României, de exemplu, monograma comună a Majestății Sale Margareta, Custodele Coroanei și Principele Consort Radu).

## Cifra Regală pe drapelul tricolor al României

Drapelul militar al României cu Stema Regală și Cifrul Regelui Mihai I din a doua domnie (1940-1947)

Cifra Regelui României se aplică (în formă brodată sau imprimată) la colțurile drapelelor de luptă utilizate de Armata Română, în centrul cărora se găsește Stema Regală, varianta mare. 
De obicei, numai drapelele militare poartă Stema și Cifrul, cele civile fiind simplul tricolor.
În decursul timpului, Cifra Regală aplicată în colțurile drapelelor variază (după urcarea sa pe Tron, fiecare Rege oferă unităților militare drapele purtând propriul cifru). De aceea, drapelele istorice românești din perioada sfârșitului Primului Război Mondial și momentul făuririi României Mari (anii 1918-1922), drapele frecvent văzute la defilările militare de azi, poartă cifrul Regelui Ferdinand I (două litere F juxtapuse, andosate și unite la bază).

## Cifra Regală pe avioanele militare

Cocarda tricoloră a Forțelor Aeriene Regale române

Cocarda tricoloră a Forțelor Aeriene Regale române din Al Doilea Război Mondial conține, în formă simplificată, cifra Regelui Mihai I. Semnul poate fi observat și în zilele noastre pe unele avioane aflate în utilizare, cum sunt cele ale formației Iacării Acrobați, prezente frecvent la diversele mitinguri aviatice.

## Cifrele Regale ale Regilor și Principilor României

Cifra Domnitorului Alexandru Ioan Cuza al României
Cifra Doamnei Elena Cuza a României
Cifra Regală de forma literei „C”, folosit de Domnitorul Cuza și păstrat, apoi, o perioadă, de Domnitorul Carol I
Cifra Regelui Carol I al României
Cifra Reginei Elisabeta a României
Cifra comună a Regelui Carol I și a Reginei Elisabeta ai României
Cifra Regelui Ferdinand I al României
Cifra Reginei Maria a României, varianta 1
Cifra Reginei Maria a României, varianta 2
Cifra Reginei Maria a României, varianta 3
Cifra Reginei Maria a României, varianta 4
Cifra comună a Regelui Ferdinand I și a Reginei Maria a României
Cifra Regelui Mihai I al României (1927-1930)
Cifra Regelui Carol al II-lea al României
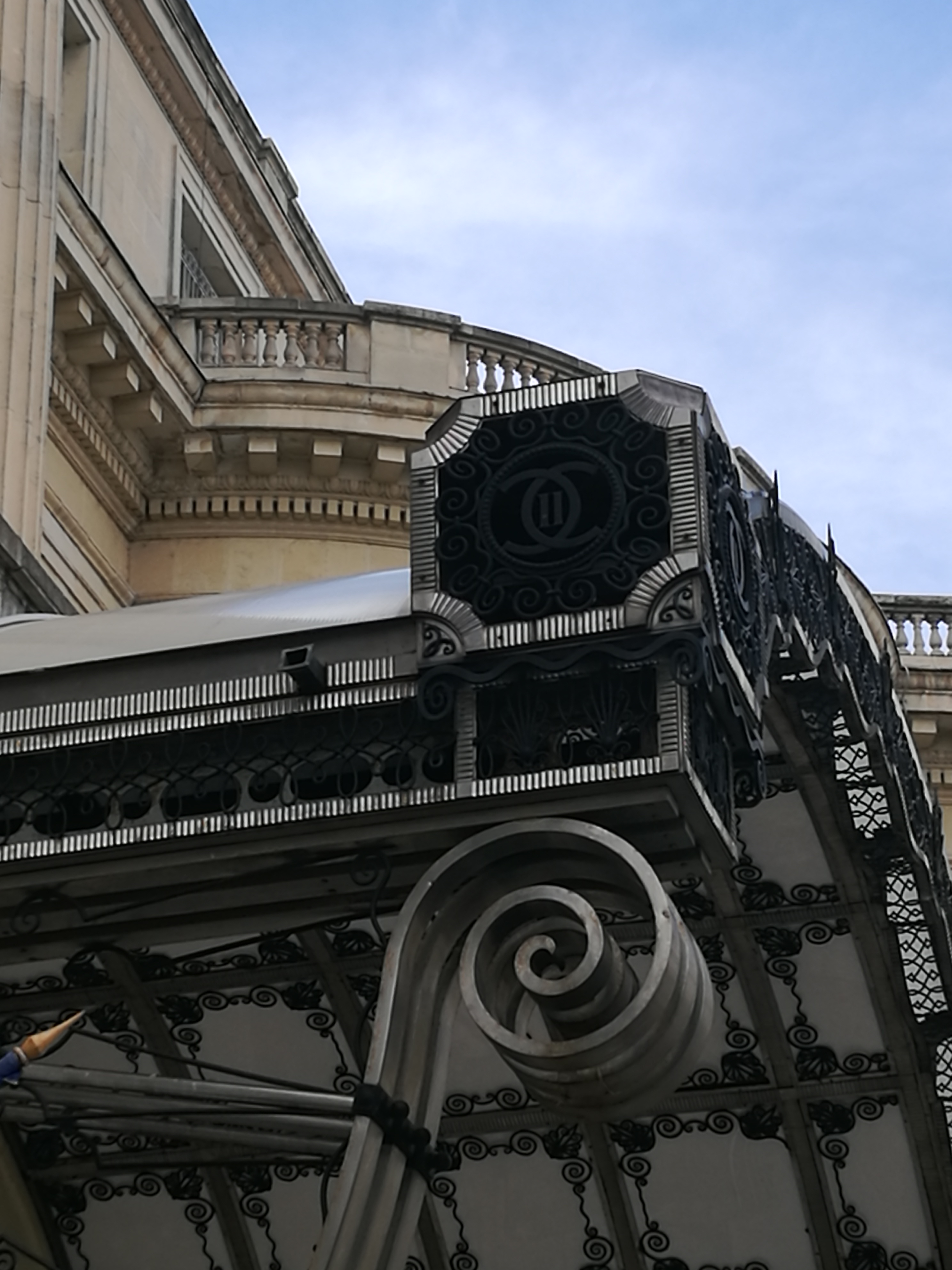
Cifra Regelui Carol al II-lea (două litere C juxtapuse și andosate) împodobește marchizele de la Palatul Regal din București.
Cifra Principesei Elisabeta a României, Regină a Greciei
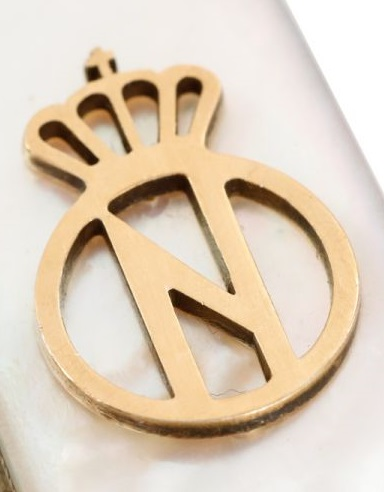
Cifra Principelui Nicolae al României (Principe Regent între 1927-1930) fratele mai mic al Regelui Carol al II-lea și unchi al Regelui Mihai I al României.
Cifra Reginei-Mamă Elena a României
Cifra Regelui Mihai I al României
Reconstrucția digitală a Cifrei Regale a Regelui Mihai I al României, din a doua domnie (1940-1947), înconjurat de un cerc și încoronat - așa cum apare pe unele documente și artefacte
Reconstrucția digitală a Cifrei Regale a Regelui Mihai I al României, din a doua domnie (1940-1947), cu I-uri rotite, înconjurat de un cerc și încoronat - așa cum apare pe drapelul militar al României
Reconstrucția digitală a Cifrei Regale a Regelui Mihai I al României, din a doua domnie (1940-1947), cu I-uri rotite, înconjurat de un cerc, frunze de stejar și încoronat - așa cum apare pe drapelul militar al României
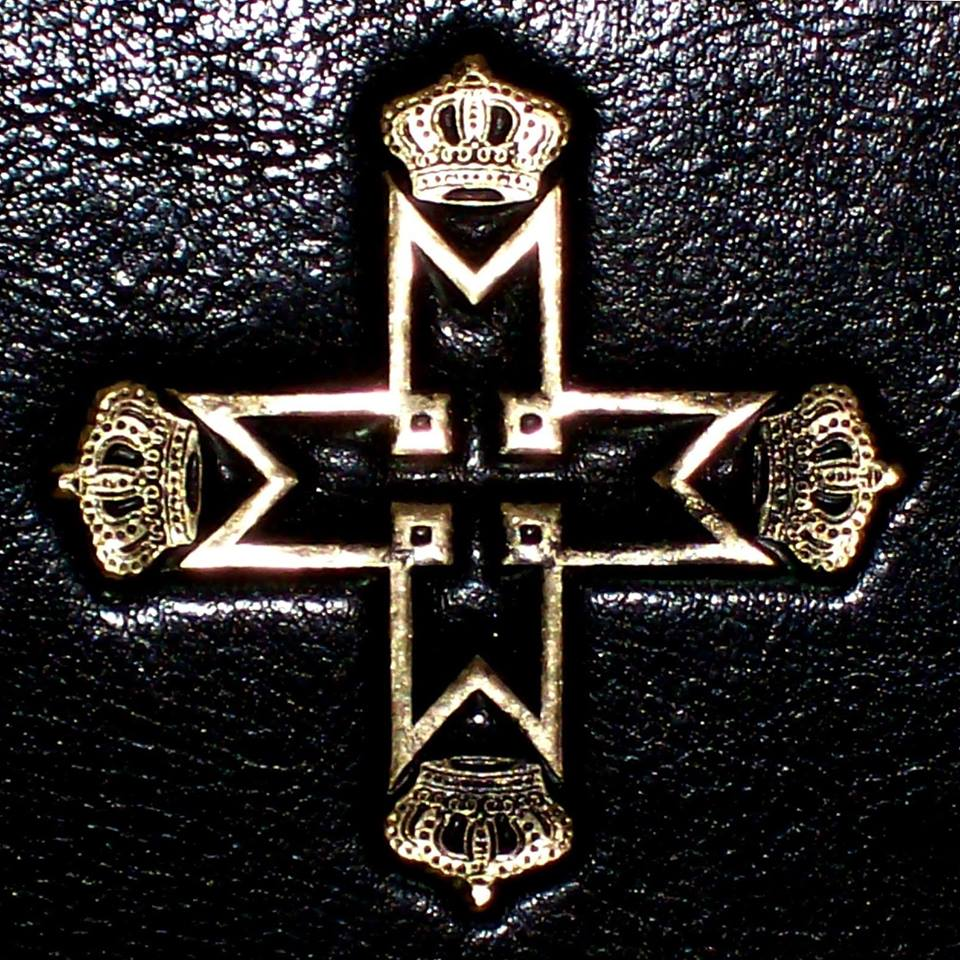
Cifra Regelui Mihai I al României
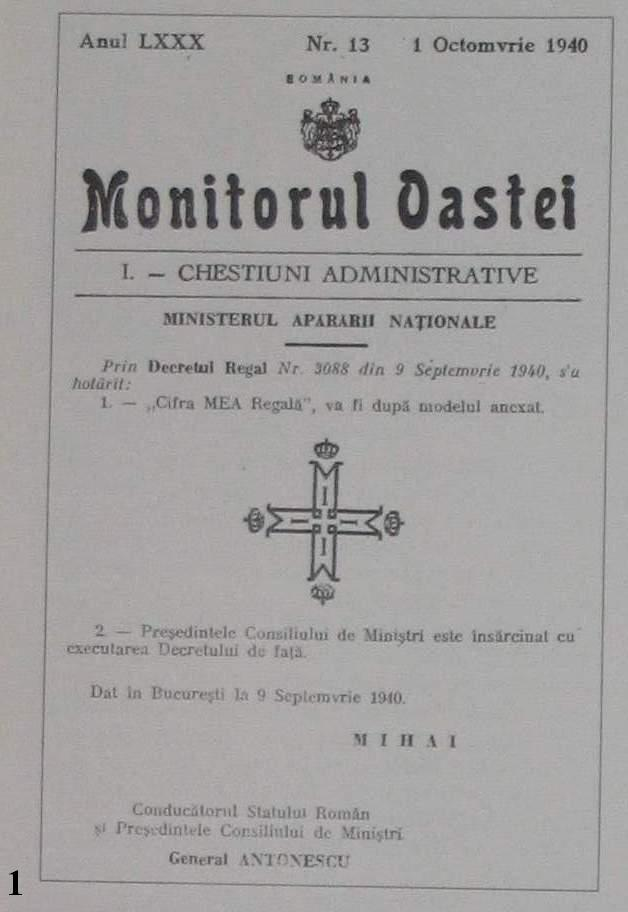
Decretul Regal nr. 3088 din 9 septembrie 1940, cu prezentarea Cifrei Regale a Regelui Mihai I
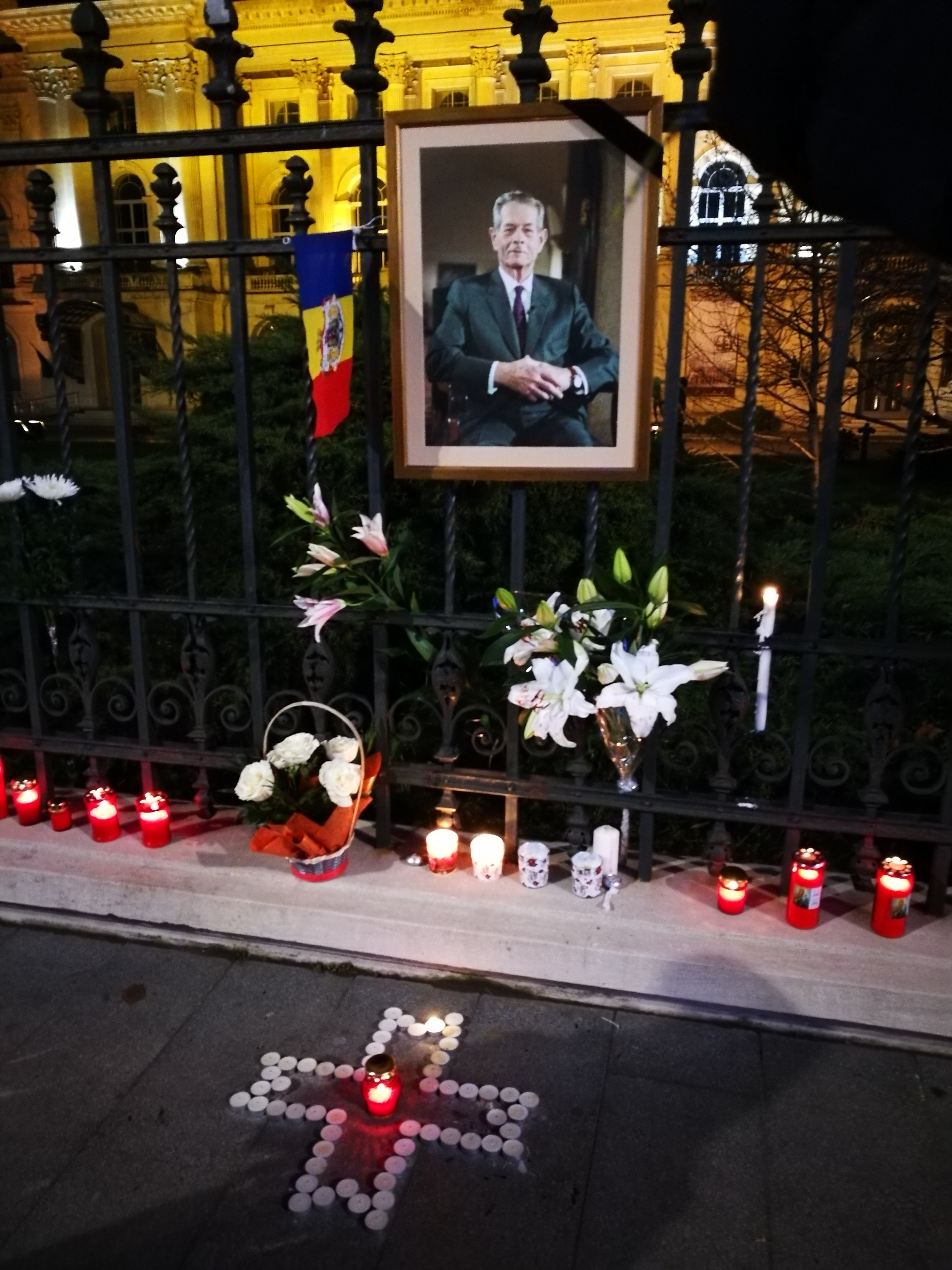
Cifra Regelui Mihai, realizat din lumânări, în semn de omagiu, pe trotuarul din fața Palatului Regal din București, chiar în seara zilei de 5 decembrie 2017
Cifra Principesei Ana de Bourbon-Parma, Regină a României
Cifra Majestății Sale Margareta, Custodele Coroanei române
Cifra Alteței Sale Regale Principele Radu al României
Cifra lui Nicolae al României (Nicholas Michael de Roumanie Medforth-Mills), nepot al Regelui Mihai I.

## Cifrele Regale străine

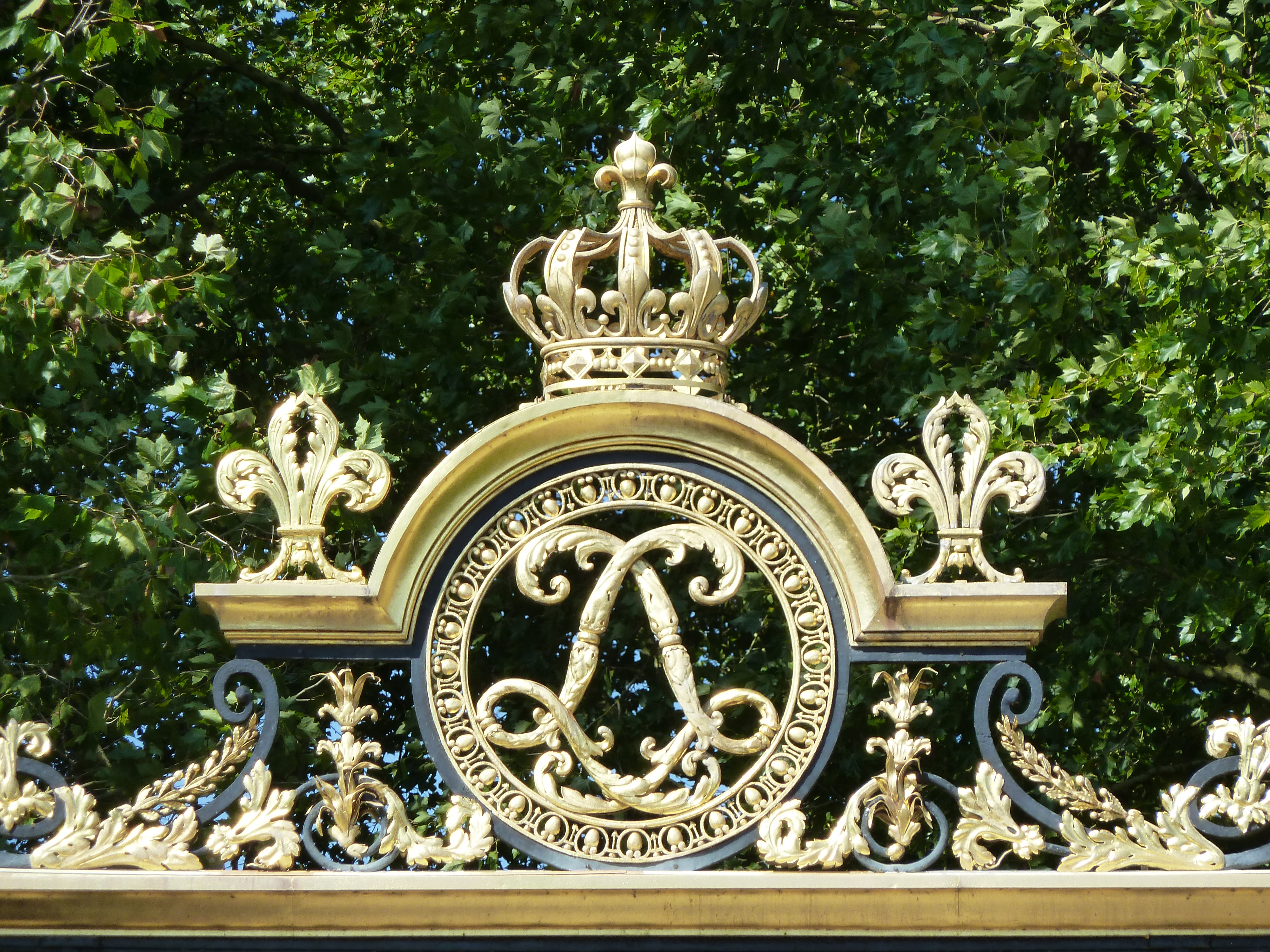
Cifra Regelui Ludovic al XIV-lea al Franței, „Regele-Soare”
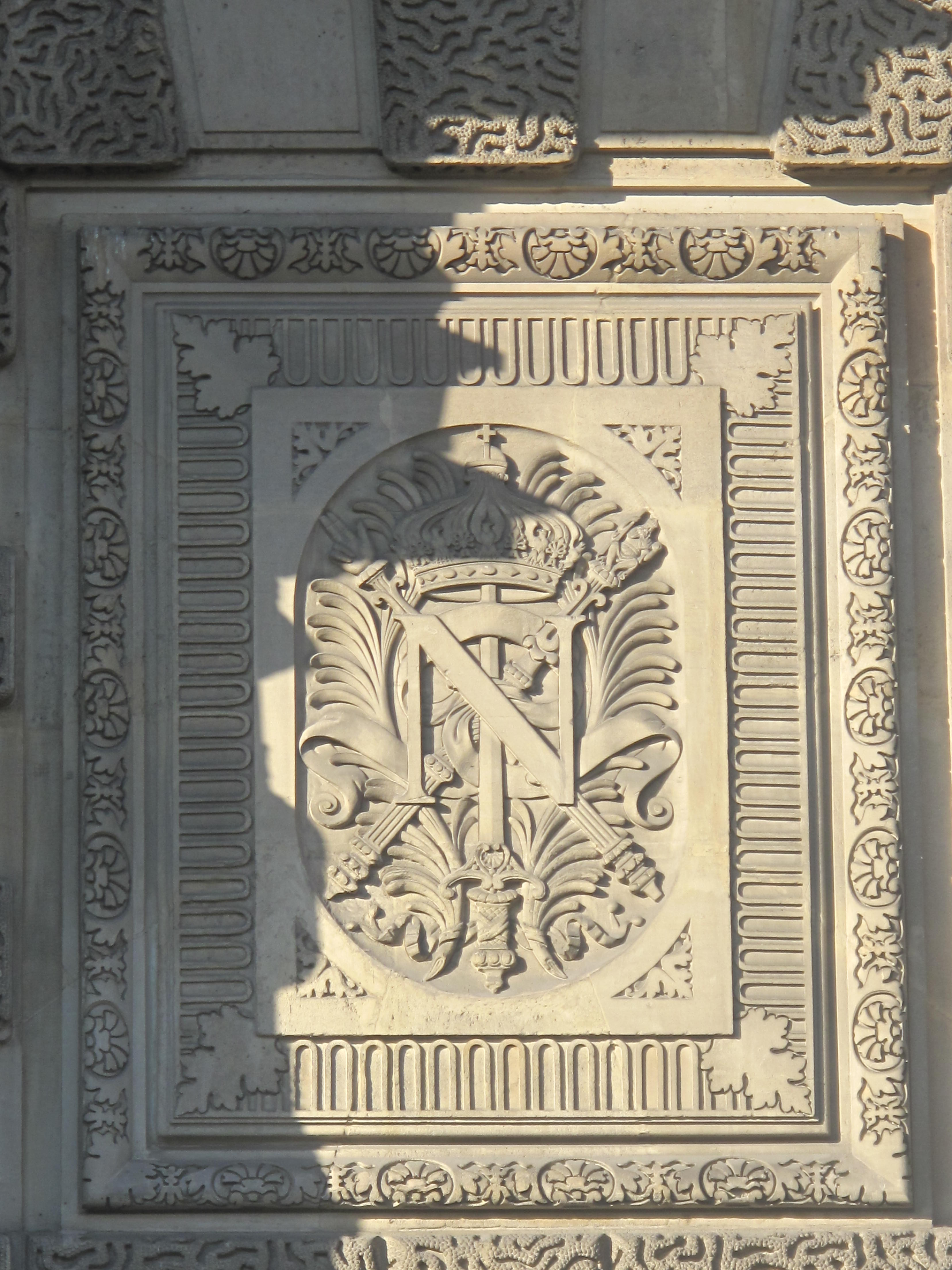
Cifra Împăratului Napoleon I Bonaparte
Cifra Regală a Majestății Sale Regina Elisabeta a Greciei, născută Principesa Elisabeta a României
Cifra Regală a Majestății Sale Regina Maria a Iugoslaviei, născută Principesa Maria („Mignon”) a României
Cifra Regală a Majestății Sale Regina Elisabeta a II-a a Regatului Unit
Cifra Regală a Majestății Sale Regele Simeon al II-lea al Bulgariei
Cifra Regală a Majestății Sale Juan Carlos I al Spaniei
Cifra Regală a Majestății Sale Regina Sofía a Spaniei
Cifra Regală a Majestății Sale Regele Filip al VI-lea al Spaniei
Cifra Alteței Sale Regale Alexandru, Prinț Moștenitor al Iugoslaviei
Cifra Imperială a Marii Ducese Maria Vladimirovna, împărăteasa de jure a Rusiei